# Liešťany
Liešťany (Hongaars: Lestyén) is een Slowaakse gemeente in de regio Trenčín, en maakt deel uit van het district Prievidza.
Liešťany telt 1.231 inwoners.